# Trischen
Trischen es una isla deshabitada en la bahía de Meldorf, a unos 14 kilómetros de la costa del Mar del Norte de Dithmarschen en el norte del país europeo de Alemania, a unos 12 kilómetros del litoral de Trischendamm. La isla pertenece al municipio de Friedrichskoog y sólo está ocupada de marzo a octubre por un guardián de aves de la Naturschutzbund Deutschland, por lo que esta prácticamente deshabitada.